# گریگور اوشاکانتسی
گریگور اوشاکانتسی (ارمنی: Գրիգոր Օշականցի؛ انگلیسی: Grigor Ošakantsi زادهٔ ح ۱۷۵۶ - درگذشته ۱۷۹۸)، شاعر، باستان‌شناس و کشیش (church figure) اهل ارمنستان بود.

## زندگی‌نامه
وی در ح. ۱۷۵۶ در اوشاکان به دنیا آمد. از اعضای انجمن برادری و اخوت اچمیادزین بود.  وی در ۱۷۹۸ در سن ۴۲ سالگی در اچمیادزین درگذشت و در همان‌جا نیز به خاک سپرده شد.